# Oropsylla ilovaiskii
Oropsylla ilovaiskii är en loppart som beskrevs av Wagner et Ioff 1926. Oropsylla ilovaiskii ingår i släktet Oropsylla och familjen fågelloppor. Inga underarter finns listade i Catalogue of Life.